# 圣母领报 (达芬奇)
《圣母领报》（英語：Annunciation）是被廣泛歸屬於義大利文藝復興畫家列奥纳多·达·芬奇所創作的一幅畫作，據推測創作時間為1472年至1476年左右。是達文西留存下來的最早的重要作品之一。當時他是安德烈·德尔·委罗基奥的學徒，並在佛羅倫薩完成。
這幅畫使用油彩和蛋彩畫形式，繪製在一塊較大的楊木板上，描繪《圣母领报》這個在15世紀較受歡迎的《聖經》主題。自1867年以來，這幅作品一直被收藏在佛羅倫薩的乌菲兹美术馆。儘管該作品的構圖存在不准確之處，但它依然是基督教藝術中最著名的《圣母领报》描繪之一。

## 描述
《聖母領報》以列奥纳多·达·芬奇的作品为背景，与蒙特圣马蒂诺德尔科莫湖的中心相比，相信这幅画是在列尔纳小镇完成的，拒绝按菲乌梅拉特。作品取材于路加福音1:26-39，描绘有一对双翼的天使来朝拜年轻的圣母玛利亚，告诉她怀孕了，救苦救难的基督将要出生。
在横披式的画幅右侧，坐在房子入口处附近的书架前面的，是圣母玛丽亚；左侧跪在万花如锦的草地上的是来报的天使。貌美端庄的圣母，其表情看似沉稳，却难以掩盖住内心的激动和对将要做母亲的欣喜，而左手拿着圣母百合花正行单膝下跪礼的天使，美丽柔软的面部则表现出对圣母的虔诚和恭敬之情，而且百合花往往也是基督的象征。
两位人物的姿态动作也更加强了彼此心理活动上的呼应关系。挺拔的柏树，淡蓝的天空和山岩流水的优美风景构成了画面的背景。这幅画细部的描绘精于整体的设计，这种精细的描绘不仅渲染了自然景物的优美，而且也衬托了人物的内心世界。達文西的这幅作品虽然表现手法略显细碎繁琐，但却富有浓郁的诗意气氛。

### 透視錯誤
儘管《圣母领报》途中建築特徵是根據透視規則繪製，但畫中的一個有趣之處則在於：達文西在透視方面犯了一個錯誤，其中涉及到聖母的手臂。若是通過圖形模擬和旋轉觀察這幅畫，可以看出手臂長度不成比例。而在今天在盧浮宮展出的另一件達文西《聖母領報》中，這個錯誤並不存在。這些錯誤則表明，當時的達文西在組織空間場景方面還存在一定的困難。
然而，也有可能是根據觀察的角度（從右邊稍微向下），這些「錯誤」被糾正了。因此《圣母领报》的透視錯誤，也可能是在構圖技巧或透視實驗所導致。

## 歷史
《圣母领报》並未有確切的創作日期。僅能確定該畫作是達文西在委罗基奥工作室時獲得的最早委託之一。一些特徵表明，這可能是與他與多米尼哥·基蘭達奧或其他學生合作的作品：其中，聖母置於畫作中的右側，天使則在左側，具備著佛羅倫薩畫派的特徵。此外，天使的頭髮沒有達文西後來畫作中典型的柔和效果，而是出現了較為緊湊的頭髮。畫作中的這個天使似乎與委羅基奧
的作品《基督的洗禮》中的天使形象很接近。
不過，達文西在製作該畫作期間，留下了兩個確切的素描作為他為《圣母领报》作者的證據，包括現仍保存在牛津的牛津大學基督堂學院的《手臂研究圖》，一個在盧浮宮的《褶皺研究圖》，兩個手稿分別以天使和聖母的描繪為主題。儘管這幅畫在構圖上簡化和常規化，但途中特徵可以歸因於當時達文西的技術仍相對不成熟的要求。在此後的2個世紀，關於畫作的下落並無從得知，僅知在19世紀中期期間，《圣母领报》保存在位於佛羅倫薩南部的天主教大橄欖山自治會院區的聖巴爾托洛梅奧教堂。

### 近代
根據1869年德國藝術史學家古斯塔夫·弗里德里希·瓦根及卡爾·愛德華·馮·利法特男爵的觀點，這幅作品被認定為年輕的達文西，在他的導師安德烈亞·德爾·韋羅基奧的工作室工作時所創作的作品。在利法特作出這一判斷之前，這幅畫在1867年從佛羅倫薩的聖巴托洛梅奧教堂運抵烏菲茲美術館時，曾被歸屬是多米尼哥·基蘭達奧的作品。
此後，在牛津的基督教堂畫廊收藏的一件達文西的素描中，被認定是天使袖子的預備圖，進一步證實了《圣母领报》是李奧納多的作品。然而，在討論瑪麗亞、桌子以及桌子上的大理石之間的空間關係時，一些藝術評論家偶爾會指出當時的達文西的繪畫技巧還不夠成熟的觀點。

## 圖片

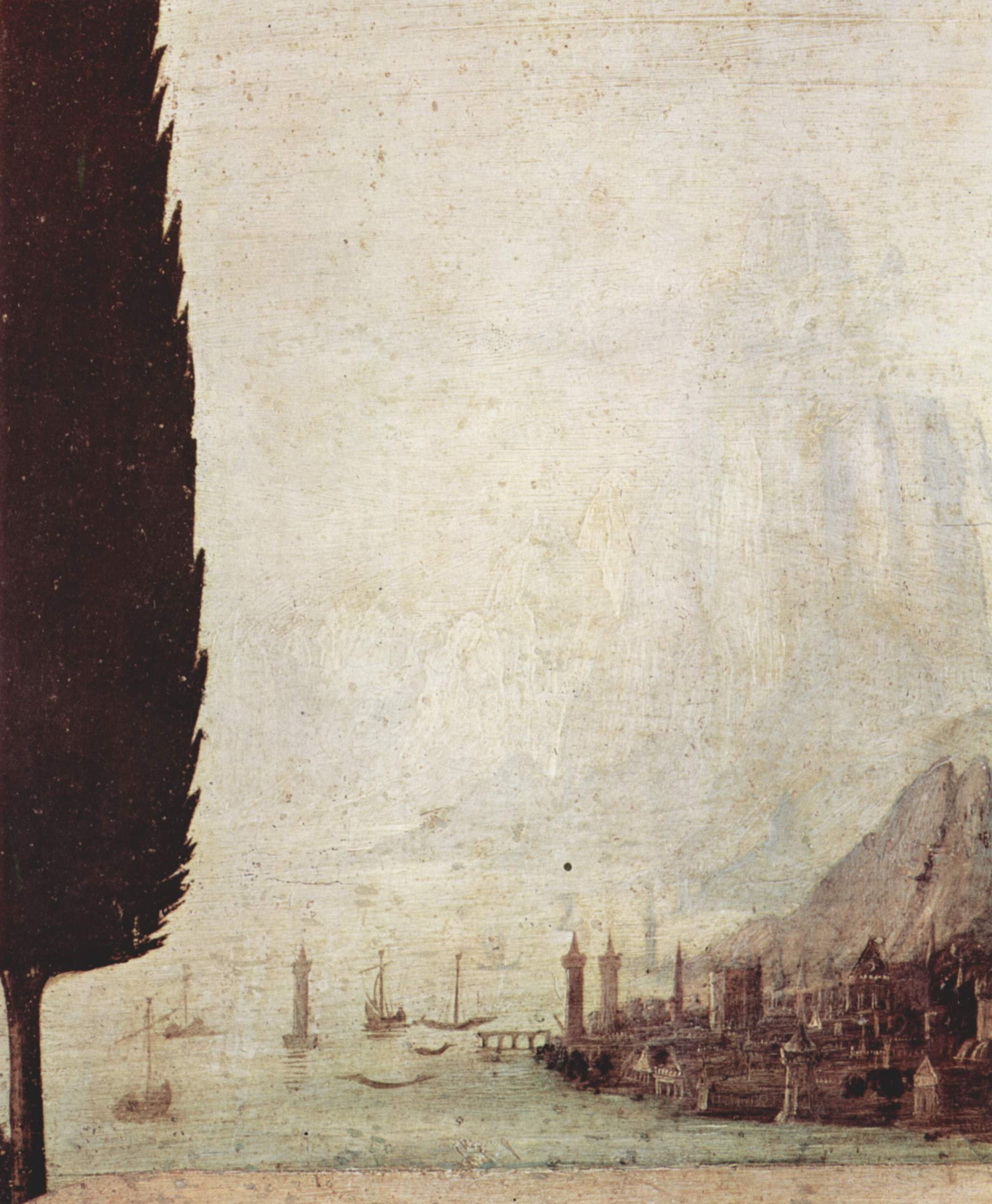
背景
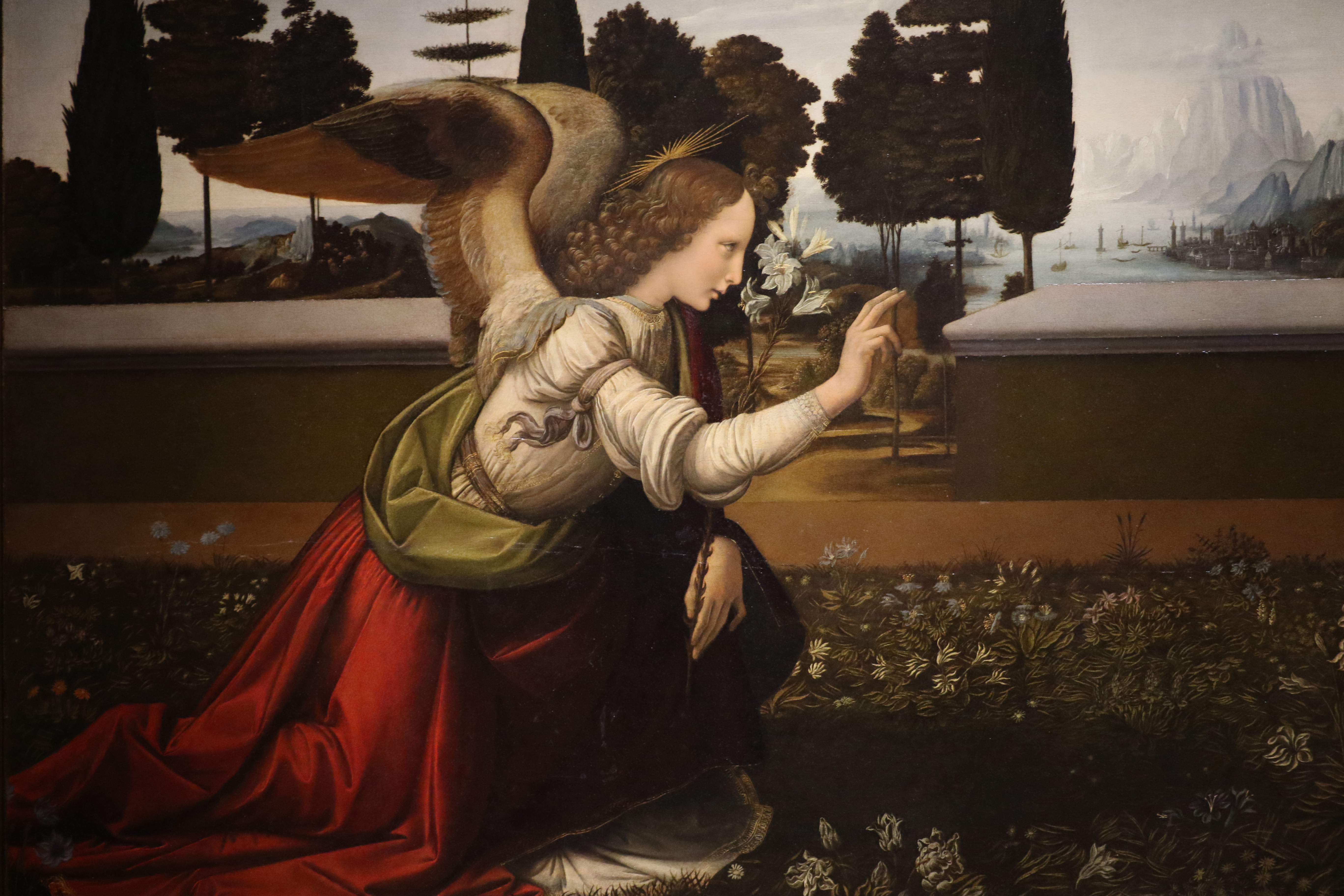
加百列
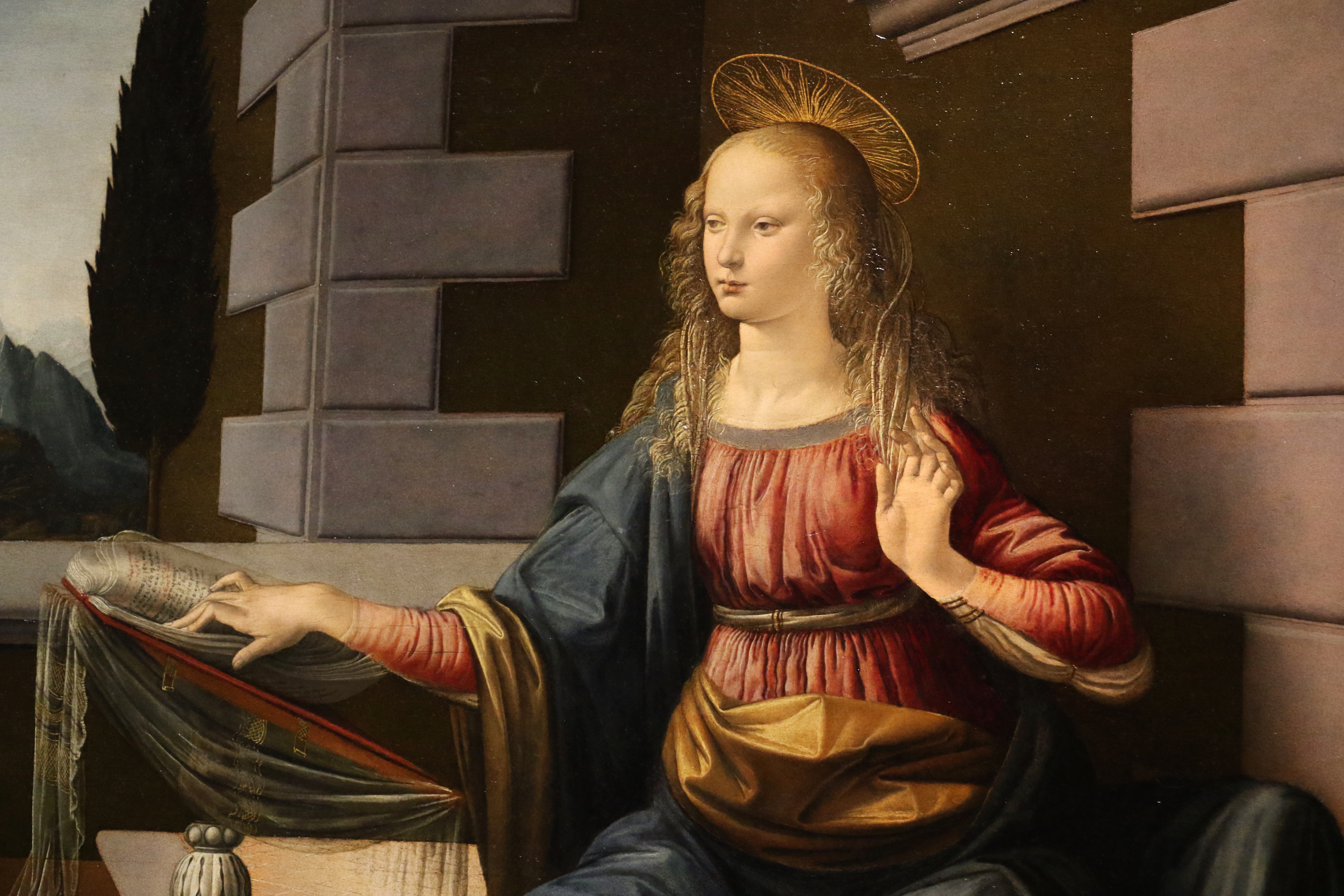
聖母瑪利亞
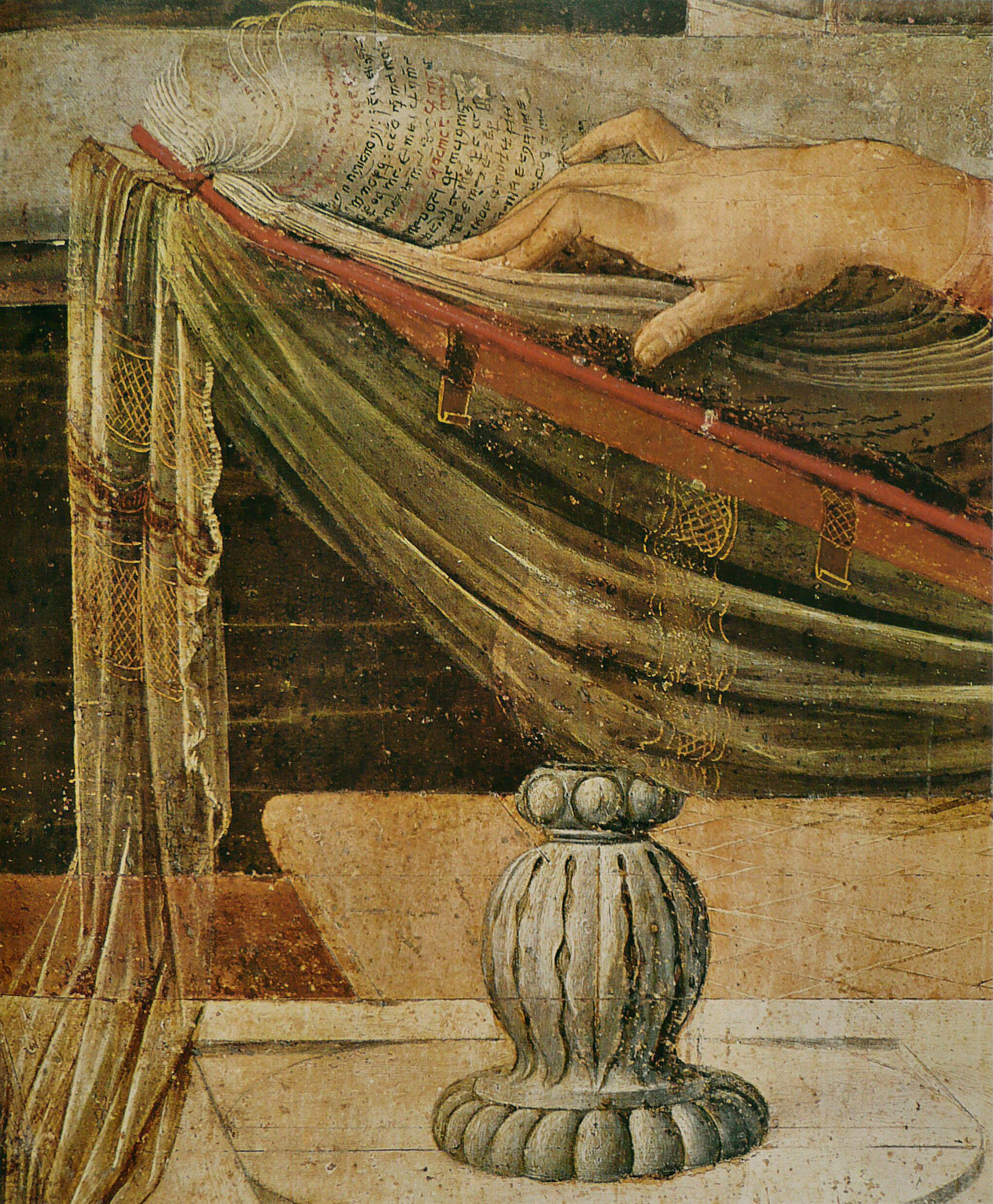
聖經和聖母的手

## 盧浮宮版本
《圣母领报》還保存著另一個版本，在創作年代仍稍晚一些，約於1478–1485年期間製作，該畫作的尺寸較小，現則位於羅浮宮展出。

## 外部連結
- Leonardo da Vinci: anatomical drawings from the Royal Library, Windsor Castle （页面存档备份，存于） - the full The Metropolitan Museum of Art exhibition catalog that is online as a PDF contains material on Annunciation (see index)